# Francesco Curradi

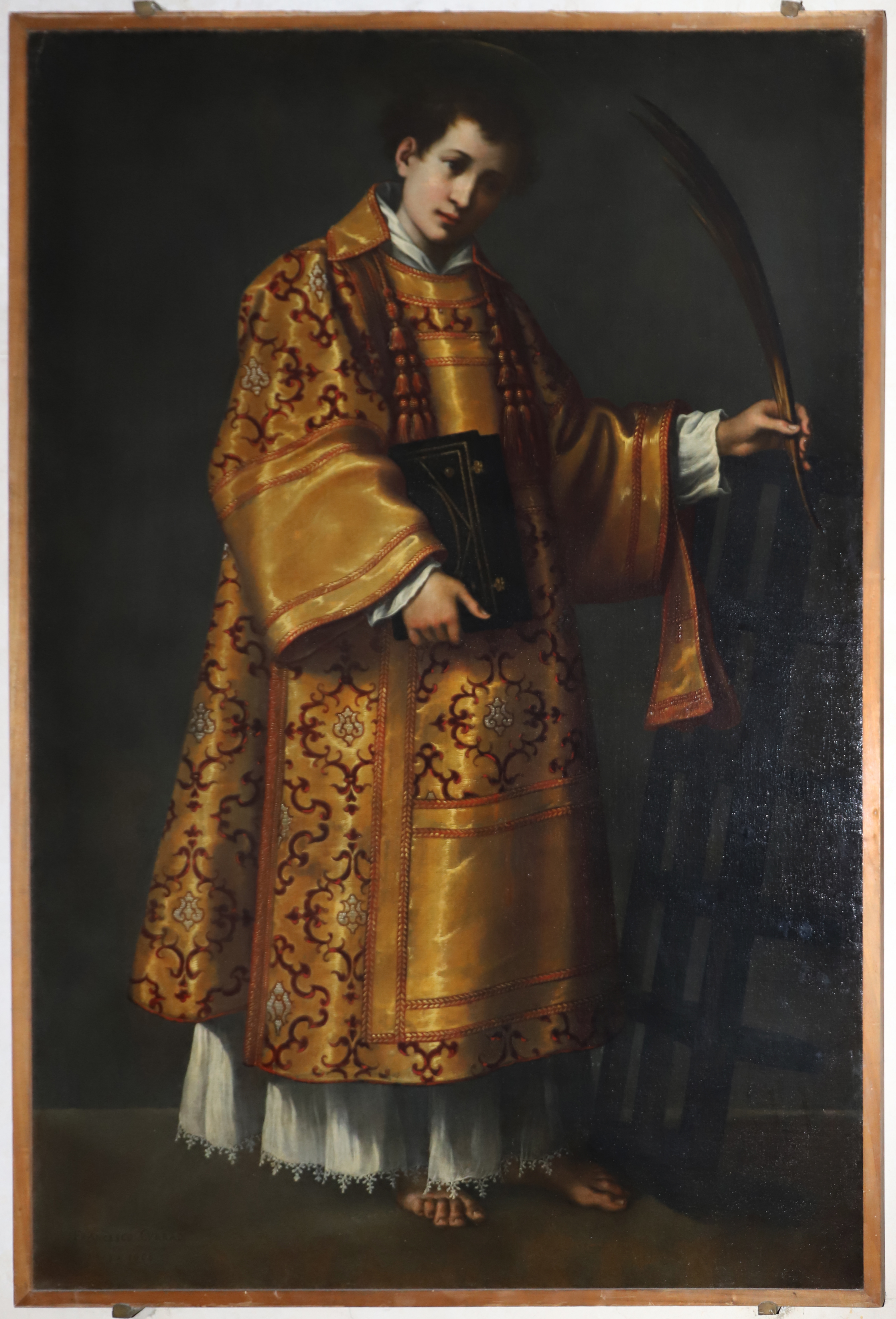
San Lorenzo à Santa Maria Maddalena dei Pazzi, Florence

Francesco Curradi (Florence, 15 novembre 1570 - Florence, 1661) est un peintre italien baroque de l'école florentine, le plus important de la peinture dévote de la première moitié du XVIIe siècle.

## Biographie
Fils d'un batteur d'or, Francesco Curradi commence par être  apprenti à l'atelier du maniériste tardif Giovanni Battista Naldini, auprès de qui il collabore, en 1589, à la Purificazione della Vergine de l'église San Niccolò Oltrarno de Florence, aux installations décoratives du Ponte alla Carraia pour l'arrivée de Christine de Lorraine dans la cité.
En 1590, il s'inscrit à la corporation des peintres à l'Accademia dell'Arte del Disegno et sa première œuvre comme peintre indépendant est la Natività della Vergine en 1598 à la cathédrale de Volterra avec d'évidentes analogies stylistiques de la Réforme comme celles de Jacopo Ligozzi et de Santi di Tito, un maniérisme tardif qu'il abandonne ensuite, au début du XVIIe siècle, pour le style de Lodovico Cigoli et de Passignano.
Sa maturité artistique se manifeste entre 1610 et 1620, avec ses œuvres de la Crucifixion et la Déposition de Croix pour la Compagnie San Niccolò del Ceppo en 1610, la Crocifissione con Sant'Agostino e i Dolenti à la cathédrale de Volterra en 1611, le  Sant'Eustachio pour le couvent San Domenico al Moglio en 1612 et la monumentale Assunzione della Vergine pour la paroisse Santa Maria à Dicomano en 1613.
En fréquentant Santa Maria Maddalena de' Pazzi, le personnage à l'époque le plus vénéré et profond inspirateur de la sensibilité religieuse du siècle, il en devient le portraitiste officiel  en reproduisant son effigie dans de nombreuses œuvres.
Entre 1616 et 1617, il est engagé avec les peintres florentins  contemporains les plus connus pour  la décoration de la Casa Buonarroti, où il réalise une toile de la Renommée qui élève Michel-Ange au-dessus des autres peintres.
À partir de cette période, il réalise quelques-unes de ses œuvres les plus célèbres, comme la Predica di San Francesco Saverio agli Indiani (Sermon de San Francesco Saverio aux Indiens)   pour l'église San Giovannino degli Scolopi  de Florence, en 1622, ou le Narcisse à la Fontaine et Erminie et les bergers, également en 1622, commandités par le cardinal Carlo di Ferdinando de' Medici pour décorer le Casino Mediceo di San Marco, œuvres qui le consacrent artiste de la cour et considéré autant pour ses sujets profanes. Il peint en outre sept tympans sur toile avec les Histoires de Marie-Madeleine dans la chapelle restaurée de la Villa Medicea di Poggio Imperiale.
Son style ne change pas ensuite, mise à part une certaine simplification des compositions et d'un  aspect plus trouble des couleurs employées.
Suivent  une Incoronazione della Vergine en 1646 pour le romitorio des cellules du Paradisino de  la Congrégation de Vallombreuse, d'autres peintures avec des Saints Vallombrosiens (1648) et la Predica del Battista pour la chapelle Rondoni dans l'église Saint Trinita  à Florence  en 1649.
Il meurt dans sa ville natale en 1661 et il est d'abord enterré à l'église de Saint Felicita. Il est ensuite transféré  dans le tombeau de famille en l'église San Michele et Gaetano de Florence.

## Œuvres

### Italie
- L'expulsion d'Adam et Ève du Paradis
- Narcisse à la fontaine , 1622, huile sur toile, 180 × 207 cm, Palais Pitti, galerie Palatine, Florence[2].
- Saint Dominique et Sainte Catherine, église de San Lorenzo alle Rose d'Impruneta
- Assomption de la Vierge entourée de Sainte Lucie et de Saint Antoine de Padoue, musée d'Art sacré San Francesco à Greve in Chianti

### France
- Le Triomphe de Judith, huile sur toile, 2,30 m × 2,92 m, musée des Augustins de Toulouse
- La sainte Famille, grand séminaire Limoges
- Personnage agenouillé, musée de Grenoble
- Etude de figure drapée, musée Calvet, Avignon
- Jeune homme servant à boire, pierre noire sur papier beige, H. 0,178 ; L. 0,130 m, Beaux-Arts de Paris[3]. Ce dessin est une étude préparatoire pour le domestique situé à gauche du Christ chez les pèlerins d'Emmaüs, destiné à la chapelle Serragli de l'église San Marco à Florence. Ce tableau peint entre 1630 et 1640, a pour pendant la Multiplication des pains et fut précédé de plusieurs dessins conservés à Florence[4].